# Compiz
Compiz je prakticky první kompozitní window manager pro X Window System, který dokáže využít všech výhod OpenGL akcelerace. Komplexní integrace umožňuje provádět složité atraktivní efekty při správě aplikačních oken.
První oficiální verze Compizu vyšla na trh v lednu 2006 díky společnosti Novell. Přitom se prakticky současně objevila také nová softwarová architektura – Xgl.
Postupem času se od Compizu odtrhl projekt Beryl, který vyvíjel tým dobrovolných vývojářů. Později však byl vývoj Berylu zastaven, některé jeho funkce přejal Compiz ostatní jsou portovány do kolekce pluginů Compiz Fusion, kterou lze do Compizu doinstalovat.